# MAZ-216
MAZ-216 è un autobus articolato urbano a pianale ribassato prodotto in Bielorussia. Progettato da MAZ per le grandi città con traffico passeggeri intensivo è stato presentato nel 2018. È il successore del MAZ-215 che resta in ogni caso in produzione.

## Descrizione del modello
Come i MAZ-203 e i MAZ-215, il MAZ-216 è completamente ribassato. Per l'autobus è stata realizzata una carrozzeria completamente nuova con il motore nella zona posteriore. Del MAZ-203 è rimasta la parte anteriore, mentre il resto è stato progettato da zero, differendo dal precedente modello MAZ-215 che aveva il propulsore situato davanti all'articolazione del mezzo. L'autobus ha ricevuto un passo accorciato, una formula delle porte 2+2+2+2, diverse opzioni per il layout della cabina. La versione 216.066 dispone di un motore Mercedes-Benz OM 926 LA (Euro 5) da 326 cavalli e una trasmissione automatica Allison T375w / Ret. La cabina offre 40 posti a sedere (24 nella parte anteriore, 16 nella parte posteriore).

## Diffusione
Il primo veicolo è stato inviato alla Passazhiravtotrans di San Pietroburgo per le prove. L'autobus è stato testato nel marzo 2019 sulle linee n. 93 e n. 127. 
Il secondo e il terzo prototipo sono arrivati all'inizio di dicembre 2019 nella capitale del Kazakistan, la città di Nur-Sultan.
La produzione in serie del modello è iniziata nel 2020 con l'assemblaggio di 100 autobus per San Pietroburgo; tra le loro caratteristiche vi sono la presenza di connettori USB in cabina, monitor informativi e sedili ribaltabili, un touch screen in cabina di guida, nonché display elettronici grafici esterni "Iskra" .
Le prime consegne sono avvenute nel mese di aprile 2020.